# نيت ووكر
نيت ووكر (بالإنجليزية: Nate Walker)‏ هو ناشر وسياسي أمريكي، ولد في 18 أبريل 1952 في أنابيل في الولايات المتحدة. حزبياً، نشط في الحزب الجمهوري. وقد انتخب عضو مجلس نواب ولاية ميسوري.